# Bulgaria ai Giochi della XI Olimpiade
La Bulgaria partecipò ai Giochi della XI Olimpiade, svoltisi a Berlino, Germania, dal 1º al 16 agosto 1936, con una delegazione di 26 atleti impegnati in sette discipline.